# Leonid Kantorovitj
Leonid Vitaljevitj Kantorovitj, född 19 januari 1912 i Sankt Petersburg, Kejsardömet Ryssland, död 7 april 1986 i Moskva, Sovjetunionen, var en rysk matematiker och nationalekonom som belönades med Sveriges Riksbanks pris i ekonomisk vetenskap till Alfred Nobels minne 1975. Kantorovitj är den ende sovjetmedborgare som tilldelats detta pris.

## Biografi
Kantorovitj studerade vid Leningrads universitet där han vid 18 års ålder tog doktorsexamen i matematik 1930. Han blev professor i Leningrad 1934 och stannade på denna befattning till 1960. Han ledde institutionen för matematik och nationalekonomi vid Sovjetunionens vetenskapsakademis filial i Sibirien 1961–1971, och var chef för forskningslaboratoriet vid Institutet för nationell ekonomisk planering i Moskva 1971–1976.
Kantorovitj blev ledamot av Sovjetunionens vetenskapsakademi 1964 och tilldelades Leninpriset 1965.

## Insatser inom nationalekonomi
Kantorovitj första betydelsefulla insats inom nationalekonomi genomförde han 1938, som konsult till Plywoodstiftelsens statliga laboratorium, då han insåg fann en matematisk lösning på problemet med att maximera fördelningen av råvaror. Den teknik han utvecklade har senare kallats linjärprogrammering och används även för lösning av andra optimeringsproblem. Han redovisade sina resultat i publikationen The Mathematical Method of Production Planning and Organization  1939 – som publicerades på engelska i Management Science 1960 – där han visade att alla ekonomiska allokeringsproblem kunde reduceras till att maximera en funktion med ett antal bivillkor. Vid samma tid drogs samma slutsats av John Hicks (ekonomipristagare 1972) i Storbritannien och Paul Samuelson (ekonomipristagare 1970) i USA.
Kantorovitj mest kända bok är The Best Use of Economic Resources från 1959 – publicerad i engelsk översättning 1965. Han visade där att även socialistiska ekonomier måste använda priser baserade på resurstillgång för att effektivt kunna allokera resurser.
Hans icke-dogmatiska, matematiskt grundade analyser av den sovjetisk ekonomin stod i motsats till hans mer ortodoxa marxistiska ekonomkollegor i Sovjetunionen, och han räknas därför som en "reformekonom" ur ett sovjetisk perspektiv.
För sina insatser inom nationalekonomin belönades Kantorovitj med Sveriges Riksbanks pris i ekonomisk vetenskap till Alfred Nobels minne 1975, tillsammans med Tjalling Koopmans. Prismotiveringen för Kantorovitj och Koopmans löd "för deras bidrag till teorin för optimal resursanvändning". De två hade oberoende av varandra utvecklat aktivitetsanalys för resursallokering i syfte att uppnå ett givet ekonomisk mål till lägsta kostnad.